# 53e législature de la Chambre des représentants de Belgique
6 juillet 2010 - 18 juin 2014
52e 54e
Palais de la Nation, Bruxelles.
La 53e législature de la Chambre des représentants de Belgique est la législature qui 
a débuté après les élections législatives du 13 juin 2010
et se termine avec les élections législatives du 25 mai 2014.
Elle englobe le gouvernement Di Rupo, formé seulement le 6 décembre 2011 après plus longue crise politique de l'histoire contemporaine européenne.

## Bureau
- Président : André Flahaut (PS)
- 1er vice-président : Ben Weyts (N-VA)
- 2d vice-présidente : Corinne De Permentier (MR)
- Autres vice-présidents:
  - Sonja Becq (CD&V)
  - Siegfried Bracke (N-VA)
  - André Frédéric (PS), remplacé le 27 juin 2013 par Jean-Marc Delizée
- Secrétaires:
  - Dirk Van der Maelen (Sp.a)
  - Patrick Dewael (OpenVLD)
  - Stefaan Van Hecke (Groen!)
  - Filip De Man (VB)
- Questeurs:
  - Olivier Maingain (FDF)
  - Colette Burgeon (PS)
  - Gerald Kindermans (CD&V)
  - Sarah Smeyers (N-VA)

Certains des élus pouvant renoncer à leur mandat de député pour diverses raisons, la liste des élus suivante est donc provisoire :

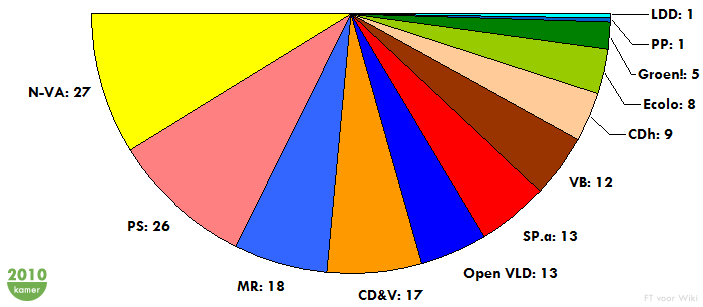
Répartition des sièges à la Chambre des représentants de Belgique au 6 juillet 2010

## Députés (150)

### Partis francophones (62)

#### Parti socialiste(26)
| Nom                                                                               | En remplacement de | Circonscription | Fonction       |
| --------------------------------------------------------------------------------- | ------------------ | --------------- | -------------- |
| Philippe Blanchart                                                                |                    | Hainaut         |                |
| Véronique Bonni (au 26.06.2013) Thierry Giet (du 6.07.2010 au 26.06.2013)         | Michel Daerden     | Liège           |                |
| Colette Burgeon                                                                   |                    | Hainaut         |                |
| Jean-Marc Delizée                                                                 |                    | Namur           |                |
| Laurent Devin                                                                     |                    | Hainaut         |                |
| Isabelle Emmery (au 7.12.2011)                                                    | Laurette Onkelinx  | BHV             |                |
| Julie Fernandez Fernandez                                                         |                    | Liège           |                |
| André Flahaut                                                                     |                    | Brabant wallon  |                |
| André Frédéric                                                                    |                    | Liège           | Chef de groupe |
| Olivier Henry                                                                     | Rudy Demotte       | Hainaut         |                |
| Mohammed Jabour (au 13.12.2012) Rachid Madranejusqu'au 17.10.2012                 | Charles Picqué     | BHV             |                |
| Christophe Lacroix (au 25.10.2012)                                                | Guy Coëme          | Liège           |                |
| Karine Lalieux                                                                    | Fadila Laanan      | BHV             |                |
| Marie-Claire Lambert                                                              |                    | Liège           |                |
| Alain Mathot                                                                      |                    | Liège           |                |
| Yvan Mayeur                                                                       |                    | BHV             |                |
| Laurence Meire (au 10.1.2013) Bruno Van Grootenbrulle (du 7.12.2011 au 10.1.2013) | Elio Di Rupo       | Hainaut         |                |
| Linda Musin                                                                       | Mauro Lenzini      | Liège           |                |
| Özlem Özen                                                                        |                    | Hainaut         |                |
| André Perpète (au 7.12.2011)                                                      | Philippe Courard   | Luxembourg      |                |
| Vincent Sampaoli (au 18.4.2013)                                                   | Valérie Déom       | Namur           |                |
| Franco Seminara                                                                   |                    | Hainaut         |                |
| Manuella Senecaut (au 17.09.2013)                                                 | Patrick Moriau     | Hainaut         |                |
| Éric Thiébaut                                                                     |                    | Hainaut         |                |
| Bruno Van Grootenbrulle (au 10.1.2013)                                            | Anthony Dufrane    | Hainaut         |                |
| Christiane Vienne                                                                 |                    | Hainaut         |                |

#### Mouvement réformateur(16)
| Nom                                    | En remplacement de | Circonscription | Fonction             |
| -------------------------------------- | ------------------ | --------------- | -------------------- |
| Daniel Bacquelaine                     |                    | Liège           | Chef de groupe       |
| David Clarinval                        |                    | Namur           |                      |
| Philippe Collard                       |                    | Luxembourg      |                      |
| Valérie De Bue                         |                    | Brabant wallon  |                      |
| François-Xavier de Donnea              |                    | BHV             |                      |
| Corinne De Permentier                  |                    | BHV             |                      |
| Olivier Destrebecq(au 7.12.2011)       | Olivier Chastel    | Hainaut         |                      |
| Denis Ducarme                          |                    | Hainaut         |                      |
| Jacqueline Galant                      |                    | Hainaut         |                      |
| Philippe Goffin                        |                    | Liège           |                      |
| Luc Gustin(au 7.12.2011)               | Didier Reynders    | Liège           |                      |
| Kattrin Jadin                          |                    | Liège           |                      |
| Marie-Christine Marghem                |                    | Hainaut         |                      |
| Charles Michel                         |                    | Brabant wallon  |                      |
| Damien Thiéry                          |                    | BHV             | transfuge FDF (2013) |
| Valérie Warzée-Caverenne(au 7.12.2011) | Sabine Laruelle    | Namur           |                      |

#### Centre démocrate humaniste(9)
| Nom                                                                                  | En remplacement de      | Circonscription | Fonction       |
| ------------------------------------------------------------------------------------ | ----------------------- | --------------- | -------------- |
| Josy Arens                                                                           | Isabelle Poncelet       | Luxembourg      |                |
| Christophe Bastin                                                                    | Maxime Prévot           | Namur           |                |
| Christian Brotcorne                                                                  |                         | Hainaut         |                |
| Georges Dallemagne (au 16.05.2013) Myriam Delacroix-Rolin (jusqu'au 1.05.2013)       | Benoît Cerexhe          | BHV             |                |
| Benoît Drèze (au 3.10.2013) Marie-Martine Schyns (du 7.12.2011 au 09.2013)           | Melchior Wathelet       | Liège           |                |
| Catherine Fonck                                                                      |                         | Hainaut         | Chef de groupe |
| Joseph George                                                                        | Marie-Dominique Simonet | Liège           |                |
| Benoît Lutgen remplacé par Annick Van Den Ende-Chapellier (20.7.2010-16.12.2011)     |                         | Luxembourg      |                |
| Jeanne Nyanga-Lumbala (au 16.05.2013) Georges Dallemagne (au 7.12.2011 au 16.5.2013) | Joëlle Milquet          | BHV             |                |

#### Ecolo(8)
| Nom,                           | En remplacement de | Circonscription | Fonction       |
| ------------------------------ | ------------------ | --------------- | -------------- |
| Ronny Balcaen                  |                    | Hainaut         |                |
| Juliette Boulet                |                    | Hainaut         |                |
| Zoé Genot                      |                    | BHV             |                |
| Muriel Gerkens                 |                    | Liège           | Chef de groupe |
| Georges Gilkinet               |                    | Namur           |                |
| Éric Jadot                     |                    | Liège           |                |
| Fouad Lahssaini(au 29.03.2012) | Olivier Deleuze    | BHV             |                |
| Thérèse Snoy et d'Oppuers      |                    | Brabant wallon  |                |

#### Fédéralistes démocrates francophones(2)
| Nom              | En remplacement de | Circonscription | Fonction |
| ---------------- | ------------------ | --------------- | -------- |
| Bernard Clerfayt |                    | BHV             |          |
| Olivier Maingain |                    | BHV             |          |

#### Indépendants (1)
| Nom           | En remplacement de | Circonscription | Fonction |
| ------------- | ------------------ | --------------- | -------- |
| Laurent Louis |                    | Brabant wallon  |          |

### Partis flamands (88)

#### Nieuw-Vlaamse Alliantie(27)
| Nom                                                  | En remplacement de | Circonscription     | Fonction       |
| ---------------------------------------------------- | ------------------ | ------------------- | -------------- |
| Siegfried Bracke                                     |                    | Flandre-Orientale   |                |
| Cathy Coudyser (8.11.2012) Bert Maertens (20.7.2010) | Geert Bourgeois    | Flandre-Occidentale |                |
| Peter Dedecker                                       |                    | Flandre-Orientale   |                |
| Koenraad Degroote                                    |                    | Flandre-Occidentale |                |
| Ingeborg De Meulemeester                             |                    | Flandre-Orientale   |                |
| Zuhal Demir                                          |                    | Anvers              |                |
| Els Demol                                            |                    | Louvain             |                |
| Minneke De Ridder                                    |                    | Anvers              |                |
| Sophie De Wit                                        |                    | Anvers              |                |
| Daphné Dumery                                        |                    | Flandre-Occidentale |                |
| Theo Francken                                        |                    | Louvain             |                |
| Karolien Grosemans                                   |                    | Limbourg            |                |
| Jan Jambon                                           |                    | Anvers              | Chef de groupe |
| Peter Luykx                                          | Frieda Brepoels    | Limbourg            |                |
| Bert Maertens(8.11.2012)                             | Manu Beuselinck    | Flandre-Occidentale |                |
| Sarah Smeyers                                        |                    | Flandre-Orientale   |                |
| Nadia Sminate                                        |                    | BHV                 |                |
| Karel Uyttersprot                                    |                    | Flandre-Orientale   |                |
| Steven Vandeput                                      |                    | Limbourg            |                |
| Miranda Van Eetvelde                                 |                    | Flandre-Orientale   |                |
| Jan Van Esbroeck                                     |                    | Anvers              |                |
| Reinilde Van Moer                                    |                    | Anvers              |                |
| Flor Van Noppen                                      |                    | Anvers              |                |
| Kristien Van Vaerenbergh                             |                    | BHV                 |                |
| Ben Weyts                                            |                    | BHV                 |                |
| Bert Wollants                                        | Kris Van Dijck     | Anvers              |                |
| Veerle Wouters                                       | Jan Peumans        | Limbourg            |                |

#### Christen-Democratisch en Vlaams(17)
| Nom                                                           | En remplacement de     | Circonscription     | Fonction       |
| ------------------------------------------------------------- | ---------------------- | ------------------- | -------------- |
| Sonja Becq                                                    |                        | BHV                 |                |
| Jenne De Potter (au 7.12.2011)                                | Pieter De Crem         | Flandre-Orientale   |                |
| Roel Deseyn (au 7.12.2011)                                    | Yves Leterme           | Flandre-Occidentale |                |
| Carl Devlies                                                  |                        | Louvain             |                |
| Leen Dierick                                                  |                        | Flandre-Orientale   |                |
| Gerald Kindermans                                             | Ivo Belet              | Limbourg            |                |
| Nahima Lanjri                                                 |                        | Anvers              |                |
| Nathalie Muylle                                               |                        | Flandre-Occidentale |                |
| Gerda Mylle (au 7.10.2013)                                    | Stefaan De Clerck      | Flandre-Occidentale |                |
| Bercy Slegers (au 7.12.2011)                                  | Hendrik Bogaert        | Flandre-Occidentale |                |
| Raf Terwingen                                                 |                        | Limbourg            | Chef de groupe |
| Steven Vanackere Michel Doomst(07.12.2011-5.03.2013)          | Steven Vanackere       | BHV                 |                |
| Jef Van den Bergh                                             |                        | Anvers              |                |
| Liesbeth Van der Auwera                                       |                        | Limbourg            |                |
| Nik Van Gool(au 10.1.2013) Kristof Waterschoot (au 7.12.2011) | Servais Verherstraeten | Anvers              |                |
| Stefaan Vercamer                                              |                        | Flandre-Orientale   |                |
| Kristof Waterschoot(au 10.1.2013)                             | Inge Vervotte          | Anvers              |                |

#### Socialistische Partij Anders(13)
| Nom                        | En remplacement de  | Circonscription     | Fonction       |
| -------------------------- | ------------------- | ------------------- | -------------- |
| Hans Bonte                 |                     | BHV                 |                |
| Maya Detiège               |                     | Anvers              |                |
| David Geerts               | Patrick Janssens    | Anvers              |                |
| Caroline Gennez            |                     | Anvers              |                |
| Meryame Kitir              | Ingrid Lieten       | Limbourg            |                |
| Renaat Landuyt             |                     | Flandre-Occidentale |                |
| Rosaline Mouton (06.12.12) | Myriam Vanlerberghe | Flandre-Occidentale |                |
| Karin Temmerman            |                     | Flandre-Orientale   | Chef de groupe |
| Bruno Tobback              |                     | Louvain             |                |
| Bruno Tuybens              |                     | Flandre-Orientale   |                |
| Dirk Van der Maelen        |                     | Flandre-Orientale   |                |
| Ann Vanheste               |                     | Flandre-Occidentale |                |
| Peter Vanvelthoven         |                     | Limbourg            |                |

#### Open Vlaamse Liberalen en Democraten(13)
| Nom                                                                  | En remplacement de | Circonscription     | Fonction       |
| -------------------------------------------------------------------- | ------------------ | ------------------- | -------------- |
| Mathias De Clercq                                                    |                    | Flandre-Orientale   |                |
| Herman De Croo                                                       |                    | Flandre-Orientale   |                |
| Patrick Dewael                                                       |                    | Limbourg            | Chef de groupe |
| Sabien Lahaye-Battheu                                                |                    | Flandre-Occidentale |                |
| Gwendolyn Rutten                                                     |                    | Louvain             |                |
| Willem-Frederik Schiltz                                              |                    | Anvers              |                |
| Bart Somers                                                          |                    | Anvers              |                |
| Ine Somers                                                           |                    | Flandre-Orientale   |                |
| Luk Van Biesen(au 7.12.2011)                                         | Maggie De Block    | BHV                 |                |
| Carina Van Cauter                                                    |                    | Flandre-Orientale   |                |
| Vincent Van Quickenborne Roland Defreyne (du 7.12.2011 au 9.10.2012) |                    | Flandre-Occidentale |                |
| Lieve Wierinck(au 22.12.2011)                                        | Guy Vanhengel      | BHV                 |                |
| Frank Wilrycx(au 7.12.2011)                                          | Annemie Turtelboom | Anvers              |                |

#### Vlaams Belang(12 - 1)
| Nom              | En remplacement de | Circonscription     | Fonction       |
| ---------------- | ------------------ | ------------------- | -------------- |
| Gerolf Annemans  |                    | Anvers              |                |
| Rita De Bont     |                    | Anvers              |                |
| Filip De Man     |                    | BHV                 |                |
| Guy D'haeseleer  |                    | Flandre-Orientale   |                |
| Hagen Goyvaerts  |                    | Louvain             |                |
| Peter Logghe     |                    | Flandre-Occidentale |                |
| Barbara Pas      |                    | Flandre-Orientale   | Chef de groupe |
| Annick Ponthier  |                    | Limbourg            |                |
| Bert Schoofs     |                    | Limbourg            |                |
| Bruno Valkeniers |                    | Anvers              |                |
| Tanguy Veys      |                    | Flandre-Orientale   |                |

#### Groen(5)
| Nom                      | En remplacement de | Circonscription     | Fonction |
| ------------------------ | ------------------ | ------------------- | -------- |
| Meyrem Almaci            |                    | Anvers              |          |
| Eva Brems                |                    | Louvain             |          |
| Kristof Calvo y Castaner |                    | Anvers              |          |
| Wouter De Vriendt        |                    | Flandre-Occidentale |          |
| Stefaan Van Hecke        |                    | Flandre-Orientale   |          |

#### Libertair, Direct, Democratisch(1)
| Nom                 | En remplacement de | Circonscription     | Fonction |
| ------------------- | ------------------ | ------------------- | -------- |
| Jean-Marie Dedecker |                    | Flandre-Occidentale |          |

#### Indépendants (1)
| Nom             | En remplacement de | Circonscription | Fonction |
| --------------- | ------------------ | --------------- | -------- |
| Alexandra Colen |                    | Anvers          | (ex-VB)  |

## Commissions parlementaires
Les commissions parlementaires sont des groupes de travail formés par les députés. Les noms sont ceux des présidents de commissions. Si ces députés ont été remplacés, c'est leur suppléant qui prend le poste.

### Commissions permanentes
- Commission de la Défense nationale : Filip De Man (VB)
- Commission des Affaires sociales : Yvan Mayeur (PS)
- Commission de la Justice : Sarah Smeyers (N-VA)
- Commission des Relations extérieures : François-Xavier de Donnea (MR)
- Commission de Révision de la Constitution et de la Réforme des Institutions : André Flahaut (PS)
- Commission chargée des problèmes de Droit commercial et économique : Sophie De Wit (N-VA)
- Commission de l'Intérieur, des Affaires générales et de la Fonction publique : Ben Weyts (N-VA)
- Commission de l'Économie, de la Politique scientifique, de l'Éducation, des Institutions scientifiques et culturelles nationales, des Classes moyennes et de l'Agriculture : Liesbeth Van der Auwera (CD&V)
- Commission des Finances et du Budget : Muriel Gerkens (ECOLO)
- Commission de l'Infrastructure, des Communications et des Entreprises publiques : Maggie De Block (OpenVLD)
- Commission de la Santé publique, de l'Environnement et du Renouveau de la Société : Hans Bonte (Sp.a)

### Délégations
Les délégations n'ont ni président ni vice-présidents.
- Assemblée parlementaire du Conseil de l'Europe et Assemblée de l'Union de l'Europe occidentale
- Conseil interparlementaire consultatif du Benelux
- Assemblée parlementaire de l'Organisation pour la Sécurité et la Coopération en Europe
- Assemblée parlementaire euro-méditerranéenne (APEM)

### Comités d'avis
- Comité d'avis chargé des Questions européennes :
- Comité d'avis pour l'Émancipation sociale :
- Comité d'avis pour les questions scientifiques et technologiques :
- Comité parlementaire chargé du suivi législatif (pas de président)

### Commissions-lois
Les commissions-lois sont présidées par ..
- Commission de contrôle des Dépenses électorales et de la Comptabilité des partis politiques
- Commission parlementaire de Concertation

### Autres commissions
- Commission de la Comptabilité :
- Commission des Naturalisations :
- Commission des Pétitions :
- Commission des Poursuites :
- Commission spéciale du Règlement et de la Réforme du Travail parlementaire :
- Sous-commission "Cour des comptes" de la commission des Finances et du Budget :
- Commission spéciale chargée de l'accompagnement parlementaire du Comité permanent de contrôle des Services de Police :
- Commission "Achats militaires" :
- Sous-commission "Droit de la famille" :
- Commission spéciale "mondialisation" :
- Commission spéciale "Climat et Développement durable" :
- Commission d'enquête parlementaire chargée d'examiner les grands dossiers de fraude fiscale :
- Commission chargée du suivi des missions à l'étranger :